# Elżbieta Laskiewicz
Elżbieta Laskiewicz (ur. 21 lutego 1954 w Dąbrowie Górniczej, zm. 21 sierpnia 2018 w Sosnowcu) – polska aktorka teatralna związana m.in. z Teatrem Zagłębia w Sosnowcu, reżyserka i działaczka społeczna.

## Życiorys
Była absolwentką Państwowej Wyższej Szkoły Teatralnej w Krakowie, Wydziału Lalkarskiego we Wrocławiu. W roku 1995 ukończyła studia podyplomowe w zakresie Menedżerów Kultury w Szkole Głównej Handlowej – Kolegium Gospodarki Światowej.
W 1979 zagrała epizodyczną rolę w filmie "Grzeszny żywot Franciszka Buły".
Przez blisko 30 lat związana etatowo z Teatrem Zagłębia w Sosnowcu, gdzie zagrała wiele ról. W 1991 przebywała w Toronto w Kanadzie, gdzie współpracowała z Teatrem Polonijnym „Smyk”, a także brała udział w realizacji filmu pt. „Ministerstwo Wielkiej Nocy” w reżyserii Johana Kern-Wronikowskiego na potrzeby 10 kanału TV.
W 1993 trzymała "Złotą Maskę" za rolę w spektaklu "Balladyna" według dramatu Juliusza Słowackiego. 
W latach 1995–2018 samodzielnie prowadziła Teatr „Bart”, w którym zrealizowała wiele pozycji teatralnych, a w grudniu 2000 odbyła się premiera wyprodukowanej przez Elżbietę Laskiewicz sztuki dla dorosłych „Łotrzyce”.
Przez wiele lat jako wolontariuszka współpracowała z wieloma organizacjami, m.in. ze Stowarzyszeniem Wspierania Organizacji Pozarządowych „MOST”, Stowarzyszeniem „Istota”, Hospicjum w Mysłowicach, Duszpasterstwem Akademickim Diecezji Sosnowieckiej. Przez 10 lat prowadziła warsztaty teatralne dla dzieci oraz nauczycieli.